# Willy Schäfer (Schauspieler)
Willy Schäfer (* 6. März 1933 in Saarbrücken; † 6. Mai 2011 in München) war ein deutscher Schauspieler und Synchronsprecher.

## Kindheit und Jugend
Schäfer wuchs als mittlerer Sohn eines Bankdirektors in Saarbrücken mit zwei Geschwistern auf und ging dort zur Schule. Die französische Besatzung des Saarlands ab 1945 trug zu seinem fließenden Französisch bei. In seiner Jugend spielte er für den 1. FC Saarbrücken Fußball.

## Die späteren Jahre
Ein paar Jahre nach dem Abitur ging er 1954 nach Wien und studierte am Max-Reinhardt-Seminar Schauspiel. Während dieser Zeit lernte er u. a. Klaus Löwitsch und Tommy Hörbiger kennen, woraus sich eine gute Freundschaft entwickelte.
Nach zahlreichen Theaterauftritten und vielen Nebenrollen nahm er bei Derrick die Rolle des Kriminalassistenten Berger an. In der Folge "Mord im TEE 91" (1977) fällt als Rollenvorname Franz, später sprach ihn Fritz Wepper bei einem Dreh jedoch versehentlich mit seinem wirklichen Vornamen an, und so wurde dieser weiterhin für die Rolle übernommen.
Auch wenn die Rolle des Bergers eher eingefleischten Derrick-Fans bekannt ist, ist der Schauspieler Willy Schäfer durch diese doch sehr auf diese festgelegt geworden, wodurch andere Rollen sich eher auf Kurzauftritte beschränkten.
Wie viele Schauspieler war er auch sehr häufig im Synchrongeschäft tätig und hat neben vielen kleineren auch eine Reihe sehr bekannter Filme mit seiner Stimme versehen. Hauptsächlich koordinierte und besetzte er aber zahlreiche Filme bzw. deren Sprechrollen, z. B. Der Exorzist und die Nachvertonung von Das Boot.

## Privates
Willy Schäfer war verheiratet und wohnte in München, wo er sich seit 1960 niedergelassen hatte und aufgrund seiner Rolle in Derrick dauerhaft sesshaft wurde. Er hinterließ einen Sohn.

## Filmografie
- 1958: Sebastian Kneipp – Ein großes Leben (Vittorio)
- 1959: Schüsse im Morgengrauen (Jugoslawischer Grenz-Sergeant)
- 1960: Strafbataillon 999 (Feldwebel Haack)
- 1960: Division Brandenburg (Russischer Offizier)
- 1961: Der Mann von drüben (Wachtmeister) – Fernsehfilm
- 1962: Funkstreife Isar 12 – Fahren Sie Fliederweg 10 (2. Gangster) – Fernsehserie
- 1963: Freundschaftsspiel – Fernsehfilm
- 1964: Die Dame mit dem Spitzentuch (Maximilian Fichtner)
- 1965: Kommissar Freytag – Nachtleerung null Uhr dreißig (Benno Strupetzky) – Fernsehserie
- 1965: Das Kriminalmuseum – Folge 15 Die Mütze – Fernsehserie
- 1965: Alarm in den Bergen (Kriminalbeamter Maier) (3 Folgen) – Fernsehserie
- 1965: Flieger Ross – Fernsehfilm
- 1966: Raumpatrouille – Invasion (Astrogator des GSD-Kreuzers Tau) – Fernsehserie
- 1968: Graf Yoster gibt sich die Ehre – Auf Gegenseitigkeit (Gangster) – Fernsehserie
- 1969: Ende eines Leichtgewichts – Fernsehfilm
- 1973: Der Kommissar – Tod eines Buchhändlers (Wirt)
- 1974: Der Kommissar – Sein letzter Coup (Mauser) – Fernsehserie
- 1974: Graf Yoster gibt sich die Ehre – Ungebetene Gäste (Gangster) – Fernsehserie
- 1974–1997: Derrick (Willy Berger) (189 Folgen) – Fernsehserie
- 1976: Inspektion Lauenstadt – Ein Herr aus Hamburg (Staatsanwalt) – Fernsehserie
- 1978–1986: Polizeiinspektion 1 (5 Folgen) – Fernsehserie
- 1984: Der Rekord (Geschäftsführer)
- 2003: Raumpatrouille Orion – Rücksturz ins Kino (Astrogator des GSD-Kreuzers Tau)